# 26312 Ciardi
26312 Ciardi è un asteroide della fascia principale. Scoperto nel 1998, presenta un'orbita caratterizzata da un semiasse maggiore pari a 2,3031899 au e da un'eccentricità di 0,1924201, inclinata di 6,62213° rispetto all'eclittica.